# Neogene Creation
NEOGENE CREATION – dwunasty album japońskiej piosenkarki Nany Mizuki, wydany 21 grudnia 2016 roku. Osiągnął 2 pozycję na liście Oricon i pozostał na niej przez 12 tygodni, sprzedał się w nakładzie 64 493 egzemplarzy.
Album został wydany w trzech edycjach: regularnej i dwóch limitowanych CD+DVD/BD.
Utwór UNLIMITED BEAT został użyty w anime Senki zesshō Symphogear XD UNLIMITED, a Please Download została użyta w zakończeniach programu radiowego Mizuki Nana no M no sekai (jap. 水樹奈々のMの世界).

## Lista utworów
| CD  |                                                 |                                     |                                     |                                        |      |
| Nr  | Tytuł                                           | Słowa                               | Kompozycja                          | Aranżacja                              | Czas |
| 1.  | „Meguri au subete ni” (jap. めぐり逢うすべてに) | Gorō Matsui                         | Kentarō Sonoda                      | Hitoshi Fujima (Elements Garden)       | 4:40 |
| 2.  | „STAND UP!”                                     | Takumi Yoshida                      | Takumi Yoshida                      | Hitoshi Fujima (Elements Garden)       | 3:40 |
| 3.  | „Please Download”                               | Kyasu Morizuki                      | ats-                                | ats-                                   | 4:40 |
| 4.  | „ALONE ARROWS”                                  | Shōko Fujibayashi                   | Yu-Pan.                             | Yoshifumi Ise                          | 3:42 |
| 5.  | „TWIST&TIGER”                                   | Toshirō Yabuki                      | Kentarō Sonoda                      | Junpei Fujita (Elements Garden)        | 3:37 |
| 6.  | „Rock Ride Riot”                                | Takumi Yoshida                      | Takumi Yoshida                      | Junpei Fujita (Elements Garden)        | 3:22 |
| 7.  | „Hatsukoi” (jap. はつ恋)                        | Yūho Iwasato                        | Eriko Yoshiki                       | Daisuke Kahara                         | 3:48 |
| 8.  | „JEWEL”                                         | Nana Mizuki                         | Hisakazu Kadono, Hiroki Aoba        | ECHO (Martin Landstrom & Rasmus Faber) | 4:33 |
| 9.  | „UNLIMITED BEAT”                                | Noriyasu Agematsu (Elements Garden) | Noriyasu Agematsu (Elements Garden) | Ryūtarō Fujinaga (Elements Garden)     | 4:31 |
| 10. | „WAKE UP THE SOULS”                             | Shihori                             | Keisuke Yamazaki                    | Keisuke Yamazaki                       | 3:52 |
| 11. | „STARTING NOW!”                                 | Nana Mizuki                         | Takuya Fujita                       | Junpei Fujita (Elements Garden)        | 3:28 |
| 12. | „GLORIA”                                        | 平朋崇                              | Hajime Mitsumasu                    | EFFY                                   | 3:55 |
| 13. | „RODEO COWGIRL”                                 | Shōko Fujibayashi                   | h-wonder                            | h-wonder                               | 4:32 |
| 14. | „Kimi yo sakebe” (jap. 君よ叫べ)                | Nana Mizuki                         | Nana Mizuki                         | Ryūtarō Fujinaga (Elements Garden)     | 4:29 |
| 15. | „Zetsutaiteki kōfuku-ron” (jap. 絶対的幸福論)   | Takumi Yoshida                      | Takumi Yoshida                      | Hitoshi Fujima (Elements Garden)       | 4:38 |

## Notowania
| Lista                      | Pozycja |
| -------------------------- | ------- |
| Oricon Weekly Albums Chart | 2       |
| Billboard Japan Top Albums | 3       |